# 그리스와 덴마크의 왕자 아칠레아스안드레아스
그리스와 덴마크의 왕자 아칠레아스안드레아스(그리스어:  Αχιλλέας Ανδρέας, 2000년 8월 12일 ~ )는 사교계 인사, 배우, 비재위 그리스 왕가와 대 덴마크 왕가의 일원이다. 그는 그리스 왕세자 파블로스와 그리스 왕세자빈 마리샹탈의 차남이다. 그의 친조부모는 그리스의 마지막 왕 콘스탄티노스 2세와 덴마크의 아네마리이다. 아킬레아스안드레아스는 아키 밀러(Achi Miller)라는 예명으로 통한다.